# Ludwik Stefański
Ludwik Stefański (* 14. Juli 1917 in Krakau; † 28. August 1982 ebenda) war ein polnischer Pianist und Musikpädagoge.
Stefański hatte ab dem sechsten Lebensjahr Klavierunterricht bei Kazimierz Krzyształowicz und Unterricht in Musiktheorie, Harmonielehre und Komposition bei Bernardo Rizzi. Von 1932 bis 1935 setzte er seine Klavierausbildung am Liceo Musicale di Bologna fort. Im Anschluss besuchte er einen Kammermusikkurs und einen Klavierkurs bei Nino Rossi. Seine Ausbildung in Komposition und Musiktheorie vervollkommnete er schließlich bei Cesare Nordio. 1938 kehrte er nach Polen zurück und begann, am Musikinstitut von Krakau zu unterrichten.
In der Zeit der deutschen Okkupation Polens gab er in Krakau privaten Unterricht und gab im Untergrund Konzerte. Ab 1945 unterrichtete er an der Staatlichen Musikhochschule Krakau und übernahm Klavierklassen am Konservatorium und dem Musiklyzeum. Von 1948 bis 1982 unterrichtete er an der Musikakademie Krakau, ab 1958 als außerordentlicher, ab 1970 als ordentlicher Professor. Von 1974 bis 1982 hatte er den zweiten Lehrstuhl für Klavier inne. Von 1959 bis 1963 leitete er außerdem die Klavierklasse an der Staatlichen Musikhochschule in Breslau. Des Weiteren gab er Meisterkurse in für Pianisten in Deutschland, Italien, Spanien und Japan und wirkte als Juror bei internationalen Wettbewerben mit. Zu seinen Klavierschülern zählen Joachim Grubich, Kazimierz Kord, Krzysztof Missona, Krzysztof Penderecki, Ewa Synowiec, Bogusław Schaeffer, Rafael Alcolado, Ikuko Endo, Małgorzata Jaworska, Kevin Kenner, Peter Rohde und Okitaka Uehara.
Als Solist und im Duo mit seiner Frau Halina Czerny-Stefańska trat Stefański in Polen und in Deutschland, der Tschechoslowakei, Bulgarien, Ungarn, Brasilien, Japan und Australien auf. Er spielte auch Plattenaufnahmen und Aufnahmen für verschiedene polnische und ausländische Radiosender ein. Die Staatlichen Musikschulen in Płock führten 1990 einen Ludwik-Stefański-Klavierwettbewerb für Kinder und Jugendliche durch.